# Lin Woon Fui
Robert Lin Woon Fui (* 21. März 1983 in Kepong) ist ein malaysischer Badmintonspieler. Im Februar 2014 heiratete er die Squashspielerin Delia Arnold.

## Karriere
Lin Woon Fui siegte 2006 bei den malaysischen Einzelmeisterschaften im Herrendoppel. Ein Jahr später gewann er bei den Asienspielen mit dem  malaysischen Herrenteam Bronze. Bei den Südostasienspielen 2007 konnte er sich ebenfalls Bronze erkämpfen. Bei der Badminton-Weltmeisterschaft 2005 wurde er Neunter im Doppel. Ein Jahr später verbesserte er sich mit Fairuzizuan Tazari auf Platz 5.

## Sportliche Erfolge
| Saison    | Veranstaltung                   | Disziplin    | Platz | Name                               |
| --------- | ------------------------------- | ------------ | ----- | ---------------------------------- |
| 2000      | Asienmeisterschaft der Junioren | Herrenteam   | 3     |                                    |
| 2006      | Weltmeisterschaft               | Herrendoppel | 9     | Fairuzizuan Tazarii / Lin Woon Fui |
| 2005/2006 | Malaysische Meisterschaft       | Herrendoppel | 1     | Lin Woon Fui / Fairuzizuan Tazari  |
| 2006      | Weltmeisterschaft               | Herrendoppel | 5     | Fairuzizuan Tazarii / Lin Woon Fui |
| 2006      | Asienspiele                     | Herrenteam   | 3     | Malaysia                           |
| 2007      | Südostasienspiele               | Herrendoppel | 3     | Gan Teik Chai / Lin Woon Fui       |
| 2008      | Malaysia International          | Herrendoppel | 1     | Goh V Shem / Lin Woon Fui          |